# 바람불면 일어서는 숲
"바람불면 일어서는 숲"은 1991년에 개봉한 대한민국의 영화이다.

## 캐스팅
- 이동준 : 경욱 역
- 이경표 : 지혜 역
- 금미소
- 김난희